# 동주중학교
동주중학교(洞州中學校)는 대한민국 부산광역시 사상구 주례동에 있는 공립 중학교이다.

## 학교 연혁
- 1984년 1월 7일 : 동주중학교 설립인가(30학급)
- 1984년 3월 1일 : 초대 이종 교장 취임
- 1984년 3월 5일 : 개교 및 제1회 입학식(10학급 656명)
- 1984년 10월 8일 : 제1회 개교기념일
- 2002년 1월 31일 : 강당, 교실 7실, 특별실 1실 증축 및 급식시설 완공
- 2009년 2월 17일 : 다목적 강당 신축 및 급식시설 외 부대시설 완공
- 2015년 4월 20일 : 인조잔디 운동장 조성공사 완공
- 2020년 3월 1일 : 2020학년도 서, 논술형평가방안 연구학교 운영
- 2020년 9월 3일 : 2020무한상상실 완공
- 2020년 10월 16일 : 좋은마음 인성학교 업무협약 체결(굿네이버스)
- 2025년 2월 6일 : 2024학년도 제39회 졸업식(3학급 62명) 졸업생 총 수 12,724명
- 2025년 3월 1일 : 제19대 오길종 교장 취임
- 2025년 3월 4일 : 2025학년도 제42회 입학식(3학급 77명)

## 참고 자료
- 동주중학교 - 한국교육학술정보원 학교알리미